# ناتالیا شیکورا
ناتالیا شیکورا (لهستانی: Natalia Sikora؛ زادهٔ ۲۰ آوریل ۱۹۸۶) بازیگر و خواننده اهل لهستان است.
از فیلم‌ها یا مجموعه‌های تلویزیونی که وی در آن‌ها نقش داشته است، می‌توان به کارگزار من، آب‌شدگی، محکوم، در خیابان سپولنی، من، اولگا هپناروا، در خوشی و سختی، کلبه جنگلی و کشیشان اشاره نمود.